# マホガニー

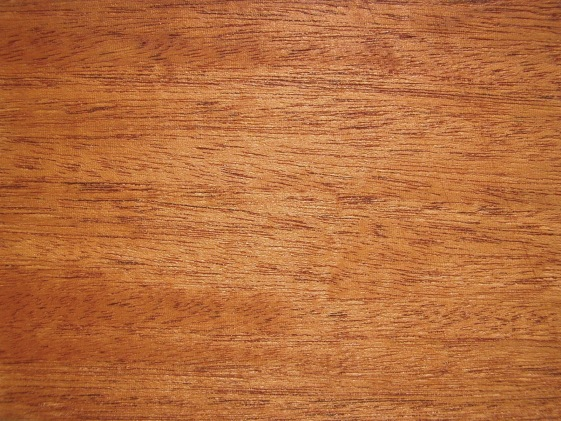
オオバマホガニーの板

マホガニー（英: Mahogany、日本語表記: 桃花心木）とはセンダン科マホガニー属 (Swietenia) に属する植物に冠される総称。木材としては導管が大きく柔らかいため加工しやすく、繊維方向に現れるリボン杢と呼ばれる立体的な見た目から高級家具や高級楽器などに使用される木材として知られる。
近年、マフィアやギャングが私有地や国立公園に自生する樹木を違法に伐採し資金源にしていることから、一部ではワシントン条約の附属書IIに登録され、板材や原木を輸出入するには盗品ではないという生産者の証明書類が必要である。

## マホガニーの種類
マホガニーには以下の3種が存在している。
いずれも樹高20-45m、直径2mまで生長し、心材は赤み掛かった色をしている。葉は長さ10-30cmの羽状で、5-10cmの小葉3-6枚からなる。現在では材木用にインドネシアやマレーシア、フィリピン、バングラデシュ、フィジー、インド、ハワイなどで植林が行われている。
現在よく知られる『ホンジュラス・マホガニー』は特定の品種を指す名称ではなく、ビック・リーフ・マホガニーやパシフィック・コースト・マホガニーなどの中南米原産のマホガニーの総称として木材販売会社で流通している。
- Swietenia mahagoni - 和名: マホガニー[4]; 通称：キューバンマホガニー、スパニッシュマホガニー[5]、スモール・リーフ・マホガニー

キューバやフロリダ半島南部原産のマホガニー。マホガニーとしては最高級の品種とされている。ハワイなどでも人工的に植林されている。マフィアの資金源となっていることからワシントン条約の附属書IIに登録され生産者の検査が行われている。キューバの雪解け以前、世界の木材取引の最大の市場であるアメリカと主な原産国のキューバは国交が無くこの種は入手困難で、その他のマホガニーと比較すると価格も非常に高価であるとされていた。当時はカナダなどを経由したものやハワイ原産のものであった。フロリダでは産業化しておらず国立公園内に自生しているだけである。
- Swietenia macrophylla - 和名: オオバマホガニー[4]; 通称：ビック・リーフ・マホガニー、ジェニュイン・マホガニー、セントラル・アメリカン・マホガニー、ホンジュラス・マホガニー

北米から中南米の広域に分布しているマホガニー。戦後キューバとアメリカの関係が悪化して以降、キューバン・マホガニーが入手困難となり、一気に需要が高まった木材。現在、インドネシアなどの東南アジアでも木材産業として植林も行われているため、マホガニーでは最も安価で供給量が多い。ホンジュラス原産のみワシントン条約の附属書IIに登録され生産者の検査が行われている。
- Swietenia humilis - 和名: メキシコマホガニー[4]; 通称：パシフィック・コースト・マホガニー、メキシカン・マホガニー、ホンジュラス・マホガニー

グアテマラやホンジュラス、メキシコ南部に分布しているマホガニー。ワシントン条約の附属書IIに登録されている。

## 商品名としてのマホガニー
マホガニーは中南米以外にも東南アジアなどで人工的に多く植林されているものの、ワシントン条約の附属書IIに登録されているものが多く、木材販売会社が入手するのに様々なコストがかかるため仕入れ価格が高騰しやすい。
そのため多くの木材販売会社では、マホガニーに見た目や性質がよく似た木材を『マホガニー』と偽装したり『○○・マホガニー』と名付けマホガニーの代替材として販売することも少なくない。
特にセンダン科アフリカマホガニー属（Khaya）の樹木は性質は異なるものの外見がマホガニーと酷似しているため頻繁に代替材として使われる。

### センダン科
- Khaya ivorensis - 通称：アフリカマホガニー[6]、カヤ; 商品名：アフリカン・マホガニー

マダガスカルを中心とした西アフリカに分布するセンダン科アフリカマホガニー属の植物。リボン杢が出やすく、グレードの高い本物のマホガニーによく似ているため現在、マホガニーの代替材としては最も供給量が多い。
- Khaya senegalensis - 通称：ドライマホガニー[6][7]、カヤ・ウッド; 商品名：アフリカン・マホガニー、ドライ・ゾーン・マホガニー

中央アフリカに分布するセンダン科アフリカマホガニー属の植物。Khaya ivorensis 同様にマホガニーとして偽装されることが多い。
- Khaya grandifoliola - 仮称: オオバアカジュ[6]; 通称：カヤ; 商品名：アフリカン・マホガニー、ベナン・マホガニー

ベナンやコンゴに分布するセンダン科アフリカマホガニー属の植物。
- Entandrophragma cylindricum - 通称：サペリ[5][6]; 商品名：サペリ・マホガニー

カメルーンやナイジェリアなどを原産とするセンダン科エンタンドロフラグマ属の植物。カヤ同様でリボン杢が出やすくマホガニーの代替材としてよく使用される。
- Toona sinensis - 和名：チャンチン[4]; 商品名：チャイニーズ・マホガニー

中国原産のセンダン科チャンチン属の植物。日本の野山にも自生している。
- Melia azedarach - 和名：センダン[4]; 商品名：ジャパニーズ・マホガニー

日本原産のセンダン科センダン属の植物。仏像の製作に用いられる。

### センダン科以外
- Shorea polysperma - 通称：タンギール（tangile）[6]、レッド・ラワン（red lauan）; 商品名：フィリピン・マホガニー

フィリピン原産のフタバガキ科サラノキ属の植物。フィリピンではオオバマホガニーも存在するがレッド・ラワンを代替材として販売することも多い。
- Pometia pinnata - 和名: バンリュウガン、カサイノキ[4]; 通称：マトア; 商品名：ソロモン・マホガニー

フィリピンなどの東南アジア原産のムクロジ科Pometia属の植物。
- Myroxylon balsamum - 通称：バルサモ[5][6]、カブレウーヴァ（cabreuva）; 商品名：サントス・マホガニー

中央アメリカ原産のマメ科バルサムノキ属の植物。
- Acacia koa - 和名: コアアカシア[6]; 通称：コア[5]; 商品名：ハワイアン・マホガニー

ハワイ原産のマメ科アカシア属の植物。ウクレレなどに使用される。

## その他
阪急電鉄の電車のインテリアには、マホガニー柄に塗装されたFRPが使用されている。